# Stanislaus Vincent Bona
Stanislaus Vincent Bona (* 1. Oktober 1888 in Chicago, Illinois; † 1. Dezember 1967 in Green Bay) war ein US-amerikanischer Geistlicher und katholischer Bischof von Grand Island und Green Bay. 

## Leben
Der Sohn polnischer Einwanderer studierte zunächst am St. Stanislaus-College seiner Geburtsstadt und ging 1905 nach Rom, wo er seine Studien am Päpstlichen nordamerikanischen Kolleg fortsetzte. Hier promovierte er in Theologie und erwarb ein Lizenziat in Kirchenrecht. Am 1. November 1912 wurde Bona von Erzbischof James Edward Quigley von Chicago zum Priester geweiht. Verschiedene Tätigkeiten in der Pfarrseelsorge und ein Lehrauftrag am Erzbischof Quigley-Seminar in Chicago folgten.
Papst Pius XI. ernannte Bona am 18. Dezember 1931 zum Bischof von Grand Island in Nebraska. Die Bischofsweihe empfing er am 25. Februar 1932 in der Kathedrale von Chicago von Kardinal George William Mundelein. Mitkonsekratoren waren die Bischöfe Paul Peter Rhode von Green Bay und Francis Martin Kelly von Winona.
Bischof Bona führte seine Diözese in der Zeit der Weltwirtschaftskrise und des Zweiten Weltkriegs. Der fließend Deutsch und Italienisch sprechende Bona übernahm während des Krieges persönlich die Seelsorge für die in seiner Diözese untergebrachten Kriegsgefangenen.
Am 2. Dezember 1944 ernannte Papst Pius XII. Bona zum Koadjutorbischof für das Bistum Green Bay und zum Titularbischof von Mela. Mit dem Tod Bischof Rhodes am 3. März 1945 folgte er diesem als siebenter Bischof von Green Bay. In den folgenden Jahren förderte er die Bildungsarbeit in seinem Bistum durch die Gründung von über 70 Schulen. Er setzte Akzente in der karitativen Arbeit, u. a. für Wanderarbeiter, und veranlasste die Gründung einer eigenen Bistumszeitung. 
Stanislaus Vincent Bona nahm als Konzilsvater an der zweiten Sitzungsperiode des Zweiten Vatikanischen Konzils teil.